# Norton Ash
Norton Ash est un hameau disséminé sur un mile (1,6 km) à l'Est de Teynham dans le district de Swale dans le Kent. Il se situe le long d'une route secondaire traversant la route A2.